# Districte d'Astara
Astara (àzeri: Astara), és un districte de l'Azerbaidjan amb el centre administratiu a la ciutat d'Astara, a la riba del riu Astara, i honònima de la ciutat iraniana a l'altre costat del riu (vegeu Astara)
La població del districte és de 89.600 habitants i la superfície de 620 km².

## Demografia
D'acord amb l'Informe anual del Comitè d'Estadística de l'Estat, en 2018, la població de la ciutat va registrar 107.600 habitants, la qual cosa representa un augment de 22.300 persones (aproximadament un 26%) de 85.300 persones el 2000. De la població total 54.100 són homes i 53.500 són dones. Més del 26% de la població (aproximadament 28.100 persones) són joves i adolescents de 14 a 29 anys.
|                    | 2000 | 2001 | 2002 | 2003 | 2004 | 2005 | 2006 | 2007 | 2008 | 2009 | 2010 | 2011 | 2012 | 2013  | 2014  | 2015  | 2016  | 2017  | 2018  |
| ------------------ | ---- | ---- | ---- | ---- | ---- | ---- | ---- | ---- | ---- | ---- | ---- | ---- | ---- | ----- | ----- | ----- | ----- | ----- | ----- |
| Districte d'Astara | 85,3 | 86,4 | 87,3 | 88,4 | 89,5 | 90,8 | 92,2 | 93,3 | 94,6 | 95,9 | 97,2 | 98,3 | 99,8 | 101,2 | 102,6 | 103,9 | 105,2 | 106,5 | 107,6 |
| població urbana    | 18,8 | 19,1 | 19,5 | 19,9 | 20,2 | 20,7 | 21,1 | 21,4 | 21,7 | 22,1 | 22,3 | 22,4 | 22,6 | 32,0  | 32,3  | 32,6  | 32,9  | 33,3  | 33,4  |
| població rural     | 66,5 | 67,3 | 67,8 | 68,5 | 69,3 | 70,1 | 71,1 | 71,9 | 72,9 | 73,8 | 74,9 | 75,9 | 77,2 | 69,2  | 70,3  | 71,3  | 72,3  | 73,2  | 74,2  |

## Economia
Astara és una font important per a la indústria pesquera de l'Azerbaidjan. Amb una llarga costa i accés interior als rius, el districte té accés a molts tipus de peixos comercialitzables. És un punt de trànsit important per a tot tipus de mercaderies, com bé ho demostren els nombrosos camions de la frontera. El gasoducte procedent d'Abadan entra a l'Azerbaidjan per Astara.

## Frontera
El districte té un pas fronterer a l'Iran, amb la meitat iraniana de la ciutat, també anomenada Astara, a l'altre costat del riu Astara. L'autobús de Bakú a Teheran s'atura a Astara.